# Capella (Schiff, 2004)
Die Capella ist ein deutsches Vermessungsschiff, das vom Bundesamt für Seeschifffahrt und Hydrographie (BSH) in Hamburg betrieben wird. Eigner des Schiffes ist die Bundesrepublik Deutschland, vertreten durch das Bundesministerium für Verkehr.

## Geschichte
Das Schiff wurde 2003 unter der Baunummer 01/1/1920 auf der Fr. Fassmer GmbH & Co. KG Schiffs- und Bootswerft in Berne-Motzen gebaut. Der Kasko des Schiffes entstand von Mai 2002 bis März 2003 auf der Slovenské Lodenice Komárno-Werft in der Slowakei. Die Kiellegung fand am 28. Mai 2002, der Stapellauf am 5. März 2003 satt. Anschließend wurde der Kasko über das europäische Fluss- und Kanalsystem von der Donau an die Weser überführt.
Das Schiff wurde am 30. Oktober 2003 in Berne getauft. Taufpatin war Ingrid Stolpe, die Frau des damaligen Bundesministers für Verkehr, Bau- und Wohnungswesen, Manfred Stolpe. Die Fertigstellung des Schiffes erfolgte am 5. Januar, die Indienststellung am 23. Januar 2004.

## Ausstattung und Einsatz
Das Schiff wird überwiegend für Vermessungsaufgaben und wissenschaftliche Arbeiten in den Flachwassern der deutschen Küstengewässer der Nord- und Ostsee eingesetzt. Für diese Aufgaben wurde das Vermessungsschiff, im Unterschied zu den übrigen Vermessungs-, Wracksuch- und Forschungsschiffe des Bundesamtes für Seeschifffahrt und Hydrographie, mit einem Tiefgang von nur 1,60 m konstruiert. Der Rumpf des Schiffes ist flach, so dass er trockenfallen, das Schiff also bei Niedrigwasser auf dem Meeresboden aufsetzen kann. Das Schiff hat einen Einsatzradius von 1.100 Seemeilen und kann bis zu zehn Tage auf See bleiben.
Für die Vermessungsaufgaben und die wissenschaftliche Arbeiten verfügt das Schiff über entsprechende wissenschaftlich-technische Arbeitsplätze, Einrichtungen und Geräte, darunter GPS-/Funkmesstechnik und Sonaranlagen sowie Lote. Darüber hinaus ist die Capella mit zwei flachgehenden Vermessungsbooten und einem Schlauchboot ausgerüstet, die ihrerseits mit Echoloten ausgerüstet sind.
An Bord ist Platz für insgesamt elf Personen. Die neun Besatzungsmitglieder sind in neun Einzelkammern untergebracht. Für zwei mitfahrende Wissenschaftler oder Techniker steht eine Doppelkammer zur Verfügung.
Der Heimathafen ist Rostock, das Schiff wird hauptsächlich an den deutschen Küstengewässern der Ostsee eingesetzt, aber auch an der deutschen Nordseeküste, hier insbesondere in den nordfriesischen Gewässern, ist es oft im Einsatz.

## Technische Daten
Der Antrieb des Schiffes erfolgt durch zwei Achtzylinder-Viertakt-Dieselmotoren des Herstellers MTU Friedrichshafen (Typ: 8 V 2000 M60) mit jeweils 400 kW Leistung, die auf je einen Festpropeller wirken. Das Schiff erreicht damit eine Geschwindigkeit von bis zu 11 kn. Darüber hinaus verfügt es über ein Bugstrahlruder mit 150 kW Leistung. Für die Stromversorgung an Bord sind zwei Generatoren mit jeweils 264 kVA Scheinleistung verbaut. Der Not- und Hafengenerator verfügt über 89 kVA Scheinleistung. Die Motoren werden mit synthetischem GtL-Treibstoff betrieben. Der Treibstoff ist schwefelfrei, wodurch bessere Abgaswerte als bei herkömmlichen Dieselkraftstoffen erreicht werden.
Während der Liegezeit in Rostock wird das Schiff über einen Landanschluss mit Strom versorgt. Die Generatoren können so im Hafen abgeschaltet und die Umweltbelastung mit  Abgasen, Lärm und Abwärme verringert werden.

## Namensgeber
Namensgeber des Schiffes ist der Stern Capella, Hauptstern im Sternbild Fuhrmann.